# Piskó
Piskó község Baranya vármegyében, a Sellyei járásban.

## Fekvése
Az Ormánság középső-déli részén fekszik, Vajszlótól 8 kilométerre délnyugatra. A térség legdélebbi fekvésű falvai közé tartozik, lakott területe alig másfél-két kilométerre van a Dráva folyótól (amely ezen a szakaszon Magyarország és Horvátország természetes határát képezi), déli határszéle mintegy másfél kilométernyi szakaszon egybe is esik a déli országhatárral.
Közigazgatási területén található a Versági-tó néven ismert Dráva-holtág is, melynek 7 hektáros területe védett, a Ramsari egyezmény hatálya alá tartozik a közeli Cún–Szaporca-holtágrendszerrel együtt; a Duna–Dráva Nemzeti Park része. Vízterülete a környék hasonló holtágainál mélyebb, átlagosan 1,2 méteres mélységű, hossza körülbelül 1,2 kilométer, átlagos szélessége pedig 60 méter. Nem tartozik a kifejezetten veszélyeztetett élővilágú Dráva-holtágak közé, szórványosan horgászati célra is hasznosítják.

### Megközelítése
Csak közúton érhető el, legegyszerűbben Vajszló felől, Lúzsok érintésével, az 5823-as, majd az 5822-es úton; Vejtivel és Zalátával az 5821-es út köti össze.
A falu külterületén, a Dráva töltésén húzódik az EuroVelo nemzetközi kerékpárút-hálózat 13. számú, „Vasfüggöny” útvonalának a horvát-magyar határ menti szakasza, amelynek 4. számú etapja érinti a települést.

## Története
Piskót 1318-ban említette először egy oklevél, Boksi néven, a Siklósi családdal pereskedő baksi nemes, Micael f. Gurbune de Boksi nevében. Az oklevélben lévő Gurbune ma is fellelhető helynév a Kemse felőli határrészen, Görbönyeszél néven.
A falu a fennmaradt adatok szerint valószínűleg a pécsi káptalan birtokai közé tartozott. 1554-ben Piskeként említették nevét. A török időkben a szigetvári Hasszán bég tulajdonába került, ekkor két ház állt csak a faluban. Akkori templomát a törökök bontották le, hogy anyagából a szigetvári vár megrongált falait javítsák ki.
Piskó a 20. század elején Baranya vármegye Szentlőrinci járásához tartozott. Az 1910 évi népszámlálás adatai szerint Piskónak 467 lakosa volt, ebből 452 magyar volt, és 75 volt római katolikus, 386 református, 6 izraelita.
A 2001-es népszámláláskor 284 lakosa volt, ennek 39%-a cigány nemzetiségűnek vallotta magát. 2008. január 1-jei adatok szerint pedig 262 lakos élt a településen.

## Közélete

### Polgármesterei
- 1990–1994: Matyi Dezső (független)[5]
- 1994–1998: Matyi Dezső (független)[6]
- 1998–2002: Bogdán János (független)[7]
- 2002–2006: Ifj. Matyi Dezső Zoltán (független)[8]
- 2006–2010: Matyi Dezső Zoltán (független)[9]
- 2010–2013: Matyi Dezső Zoltán (független)[10]
- 2014–2014: Orsós Margit (független)[11]
- 2014–2019: Orsós Margit (Fidesz-KDNP)[12]
- 2019–2024: Orsós Margit (Fidesz-KDNP)[13]
- 2024– : Orsós Margit (Cigány Közösségek Szövetsége)[1]

A településen a 2002. október 20-án megtartott önkormányzati választás érdekessége volt, hogy az országos átlagot jóval meghaladó számú, összesen 7 polgármesterjelölt indult. Ilyen nagy számú jelöltre abban az évben az egész országban csak 24 település lakói szavazhattak, ennél több (8 vagy 10) aspiránsra pedig hét másik településen volt példa.
2014. március 3-án időközi polgármester-választást kellett tartani Piskón, mert az előző polgármester személyével kapcsolatban összeférhetetlenség kimondására került sor.
A települési önkormányzat címe: 7838 Piskó, Kossuth Lajos utca 32., telefonszáma: 06-73/485-076.

## Népesség
A település népességének változása:
| Lakosok száma | 250  | 246  | 243  | 233  | 228  | 213  | 220  | 221  |
|               | 2013 | 2014 | 2015 | 2019 | 2021 | 2022 | 2023 | 2024 |

A 2011-es népszámlálás során a lakosok 98,8%-a magyarnak, 59,5% cigánynak mondta magát (1,2% nem nyilatkozott; a kettős identitások miatt a végösszeg nagyobb lehet 100%-nál). A vallási megoszlás a következő volt: római katolikus 88,3%, református 9,3%, felekezeten kívüli 1,2% (1,2% nem nyilatkozott).
2022-ben a lakosság 96,7%-a vallotta magát magyarnak, 80,3% cigánynak, 0,9% németnek (2,8% nem nyilatkozott; a kettős identitások miatt a végösszeg nagyobb lehet 100%-nál). Vallásuk szerint 70% volt római katolikus, 7,5% református, 0,5% evangélikus, 3,3% egyéb katolikus, 8,9% felekezeten kívüli (9,9% nem válaszolt).

## Nevezetességei
- Református templom
- Horgásztó